# أبراج بحيرة جميرا

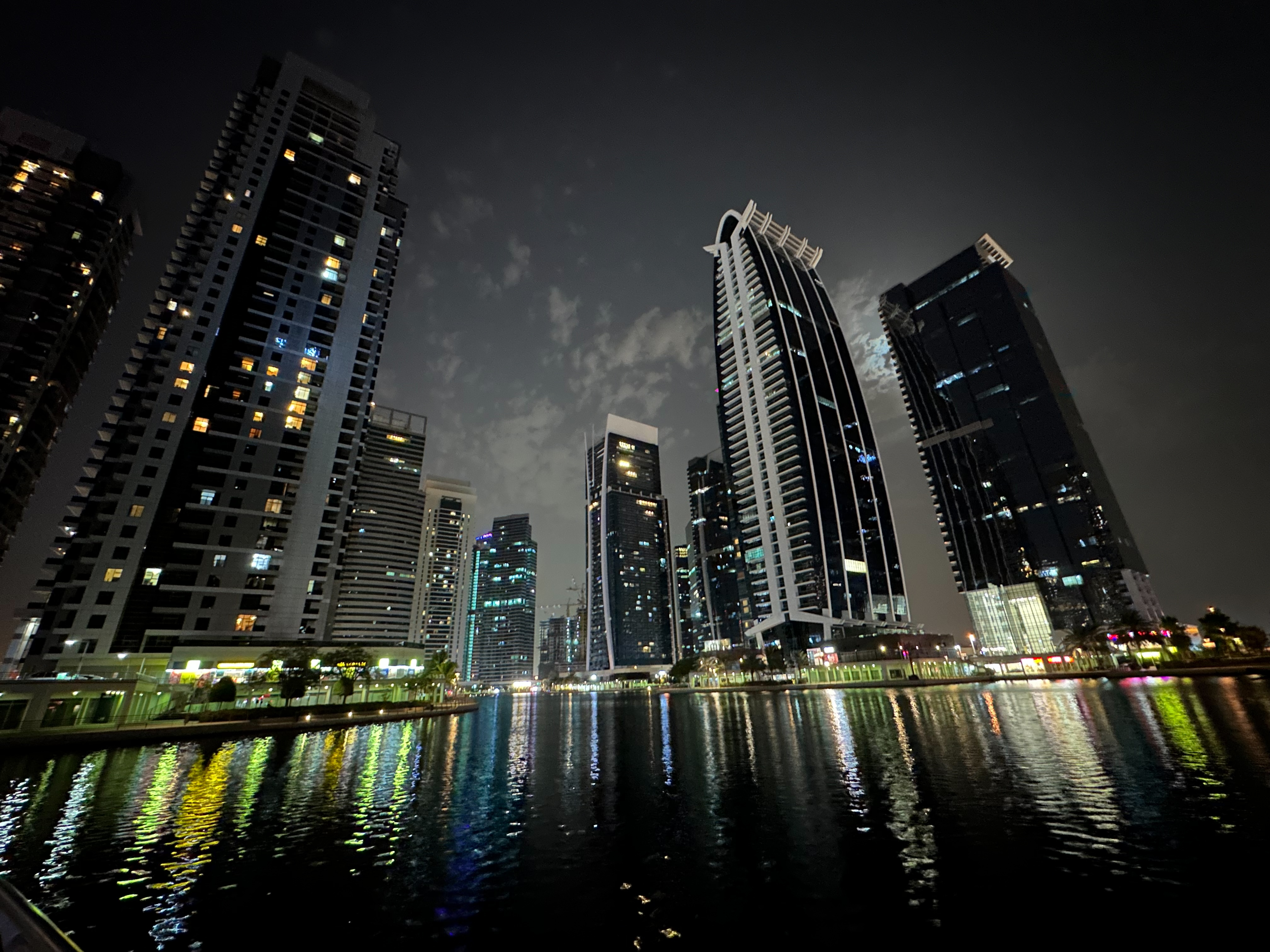
أبراج بحيرة جميرا

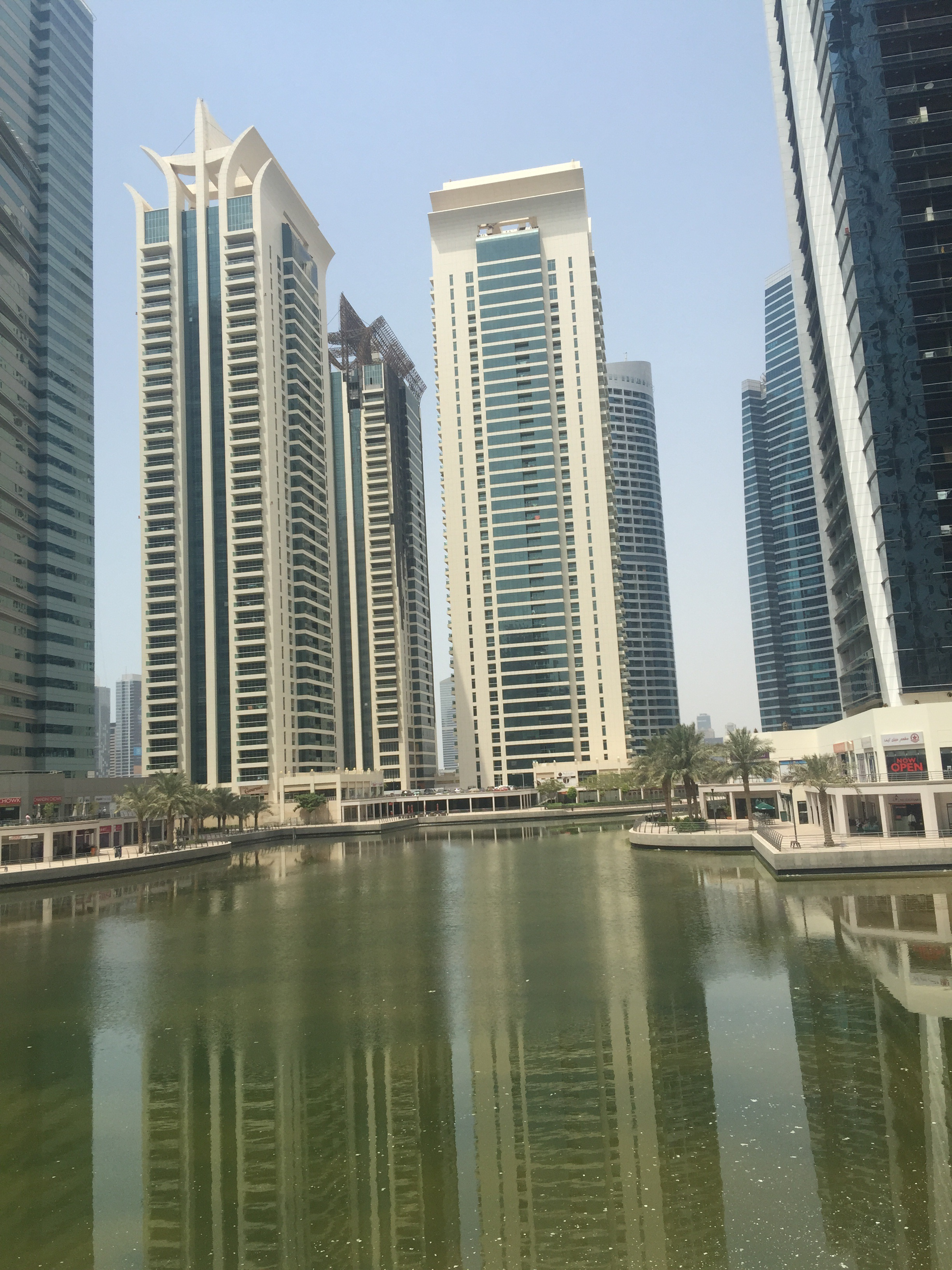
أبراج بحيرات الجميرا

أبراج بحيرات الجميرا هو مشروع كبير في دبي الإمارات العربية المتحدة ويتكون من 80 برجًا شُيدت على طول حواف ثلاث بحيرات صناعية (بحيرة الماس غرب ، بحيرة الماس شرق ، بحيرة أبراج بحيرات جميرا) بالإضافة إلى جسر أبراج بحيرات جميرا المكون من 8 أبراج مقابل جزر جميرا.في البداية كان لدى أبراج بحيرات جميرا 4 بحيرات (بحيرة الماس غرب وبحيرة الماس شرق وبحيرة إلوشيو وبحيرة ألور) لكن مقاول المشروع (DMCC) صرح في أواخر عام 2012 أنه سيتم تجفيف بحيرة إلوشيو وإنشاء حديقة بمساحة 55000 متر مكانها، ولاحقُا تغير اسم بحيرة ألور إلى بحيرة أبراج بحيرات جميرا.وتضم حديقة للحيوانات الأليفة وهي حديقة أبراج بحيرات الجميرا دبي
تبلغ المساحة الإجمالية التي تغطيها البحيرات والممرات المائية والمناظر الطبيعية 730،000 متر مربع (7،900،000 قدم مربع). ويتراوح ارتفاع الأبراج من 35 طابقا إلى 45 طابقا باستثناء برج الماس المكون من 66 طابقا. أطول برج في المشروع ومركز للمجمع بأكمله هو برج الماس الذي يقع على جزيرة خاصة به بين بحيرة الماس غرب وبحيرة الماس شرق.

## المواصلات العامة
يمكن الوصول إلى أبراج بحيرة جميرا عبر محطتين مترو مركز دبي للسلع المتعددة ودبي مارينا (مترو دبي). كلاهما على الخط الأحمر لمطار دبي.